# 刘贤 (菑川王)
刘贤（？—前154年），西汉齐王刘肥之子，刘邦之孙。

## 生平
前176年，济北王刘兴居被灭后，刘贤被封为武成侯。前164年，汉文帝分齐国为六国，刘贤被立为菑川王。前154年，晁错建议汉景帝削藩。刘贤同吴王刘濞等发动叛乱，史称七国之乱。刘贤派兵围临淄，后兵败被杀。

## 註解
1. ↑  《汉书》卷五：膠西王卬、楚王戊、趙王遂、濟南王辟光、菑川王賢、 膠東王雄渠皆自殺。